# Promozione Campania-Molise 1953-1954
La Promozione fu il massimo campionato regionale di calcio disputato in Campania nella stagione 1953-1954.
A ciascun girone, che garantiva al suo vincitore la promozione in IV Serie a condizione di soddisfare le condizioni economiche richieste dai regolamenti, partecipavano sedici squadre, ed era prevista la retrocessione delle quattro peggio piazzate, anche se erano possibili aggiustamenti automatici per ripartire fra le appropriate sedi locali le squadre discendenti dalla IV Serie.

## Girone A

### Squadre partecipanti
| Club                     | Città (provincia)             | Stagione precedente |
| ------------------------ | ----------------------------- | ------------------- |
| A.T.A.N.                 | Napoli                        |                     |
| Pol. Afragolese          | Afragola (NA)                 |                     |
| U.S. Aversana            | Aversa (CE)                   |                     |
| C.R.A.L. A.E.R.F.E.R.    | Pomigliano d'Arco (NA)        |                     |
| Pol. Capua               | Capua (CE)                    |                     |
| Casalvomero              | Napoli                        |                     |
| U.S. Casertana           | Caserta                       |                     |
| G.S. Dipendenti Comunali | Napoli                        |                     |
| S.S. Giugliano           | Giugliano in Campania (NA)    |                     |
| U.S. Gladiator           | Santa Maria Capua Vetere (CE) |                     |
| A.S. Ischia              | Ischia (NA)                   |                     |
| Magazzini Generali       | Napoli                        |                     |
| O.N.A.R.M.O.             | Torre del Greco (NA)          |                     |
| Secondigliano            | Napoli-Secondigliano          |                     |
| U.S. Sessana             | Sessa Aurunca (CE)            |                     |
| U.S. Virtus Frattese     | Frattamaggiore (NA)           |                     |

### Classifica finale
|  | Pos. | Squadra               | Pt       | G  | V  | N | P  | GF | GS | DR |
|  | ---- | --------------------- | -------- | -- | -- | - | -- | -- | -- | -- |
|  | 1.   | Casertana             | 46       | 28 | 20 | 6 | 2  | 72 | 20 |    |
|  | 2.   | Gladiator             | 40       | 28 | 16 | 8 | 4  | 65 | 29 |    |
|  | 3.   | C.R.A.L. A.E.R.F.E.R. | 37       | 28 | 14 | 9 | 5  | 56 | 27 |    |
|  | 4.   | Aversana              | 36       | 28 | 16 | 4 | 8  | 51 | 25 |    |
|  | 5.   | Capua                 | 35       | 28 | 15 | 6 | 7  | 63 | 48 |    |
|  | 6.   | Afragolese            | 31       | 28 | 11 | 9 | 8  | 49 | 33 |    |
|  | 6.   | Sessana               | 31       | 28 | 11 | 9 | 8  | 54 | 57 |    |
|  | 8.   | Secondigliano         | 30       | 28 | 12 | 6 | 10 | 51 | 34 |    |
|  | 9.   | Virtus Frattese       | 25       | 28 | 9  | 7 | 12 | 45 | 48 |    |
|  | 10.  | Ischia                | 22       | 28 | 9  | 4 | 15 | 28 | 49 |    |
|  | 11.  | Magazzini Generali    | 21       | 28 | 8  | 5 | 15 | 33 | 54 |    |
|  | 12.  | Casalvomero           | 19       | 28 | 5  | 9 | 14 | 27 | 48 |    |
|  | 13.  | A.T.A.N.              | 18       | 28 | 6  | 6 | 16 | 31 | 71 |    |
|  | 14.  | O.N.A.R.M.O.          | 15       | 28 | 6  | 3 | 19 | 38 | 72 |    |
|  | 15.  | Giugliano             | 14       | 28 | 4  | 6 | 18 | 19 | 48 |    |
|  | --.  | Dipendenti Comunali   | Ritirato |    |    |   |    |    |    |    |

Legenda:
      Promosso in IV Serie 1954-1955.
  Retrocessa e in seguito riammessa.
      Retrocesso.
Regolamento:
Due punti a vittoria, uno a pareggio, zero a sconfitta.

### Verdetti
- Casertana promossa nella IV Serie.
- Giugliano ripescato in seguito a rinuncia di alcune squadre[2]..

## Girone B

### Squadre partecipanti
| Club                     | Città (provincia)            | Stagione precedente |
| ------------------------ | ---------------------------- | ------------------- |
| U.S. Angri               | Angri (SA)                   |                     |
| A.C. Baiano              | Baiano (AV)                  |                     |
| U.S. Battipagliese       | Battipaglia (SA)             |                     |
| C.R.A.L. Pezzullo, Eboli | Eboli (SA)                   |                     |
| G.S. Carmine Russo       | Cicciano (NA)                |                     |
| S.S. Ercolanese          | Ercolano (NA)                |                     |
| Pol. Felicita            | Polla (SA)                   |                     |
| S.S. Juventus Stabia     | Castellammare di Stabia (NA) |                     |
| Libertas                 | Avellino                     |                     |
| U.S. Mariglianese        | Marigliano (NA)              |                     |
| U.S. Paganese            | Pagani (SA)                  |                     |
| G.S. Pontecagnano        | Pontecagnano Faiano (SA)     |                     |
| S.S. Portici             | Portici (NA)                 |                     |
| A.C. Rovigliano          | Torre Annunziata (NA)        |                     |
| U.P. Scafatese           | Scafati (SA)                 |                     |
| U.S. Torrese             | Torre Annunziata (NA)        |                     |

### Classifica finale
|  | Pos. | Squadra           | Pt | G  | V  | N  | P  | GF | GS | DR  |
|  | ---- | ----------------- | -- | -- | -- | -- | -- | -- | -- | --- |
|  | 1.   | Savoia            | 47 | 30 | 20 | 7  | 3  | 81 | 31 | +50 |
|  | 2.   | Ercolanese        | 46 | 30 | 20 | 6  | 4  | 59 | 30 | +29 |
|  | 3.   | Paganese          | 39 | 30 | 15 | 9  | 6  | 45 | 38 | +7  |
|  | 4.   | Battipagliese     | 37 | 30 | 14 | 6  | 10 | 74 | 47 | +27 |
|  | 5.   | Carmine Russo     | 35 | 30 | 14 | 7  | 9  | 50 | 28 | +22 |
|  | 6.   | Juventus Stabia   | 31 | 30 | 11 | 9  | 10 | 55 | 42 | +13 |
|  | 7.   | Baiano            | 29 | 30 | 12 | 5  | 13 | 47 | 48 | -1  |
|  | 8.   | Pontecagnano      | 28 | 30 | 11 | 6  | 13 | 43 | 53 | -10 |
|  | 9.   | Felicita          | 26 | 30 | 11 | 4  | 15 | 31 | 45 | -14 |
|  | 9.   | Portici           | 26 | 30 | 10 | 6  | 14 | 47 | 44 | +3  |
|  | 9.   | Mariglianese      | 26 | 30 | 9  | 8  | 13 | 59 | 62 | -3  |
|  | 9.   | Angri             | 26 | 30 | 10 | 6  | 14 | 47 | 52 | -5  |
|  | 13.  | C.R.A.L. Pezzullo | 25 | 30 | 8  | 9  | 13 | 36 | 56 | -20 |
|  | 13.  | Libertas          | 25 | 30 | 11 | 3  | 16 | 41 | 49 | -8  |
|  | 15.  | Rovigliano        | 18 | 30 | 4  | 10 | 16 | 32 | 64 | -32 |
|  | 16.  | Scafatese         | 15 | 30 | 5  | 5  | 20 | 26 | 79 | -53 |

Legenda:
      Promosso in IV Serie 1954-1955.
      Retrocesso.
Regolamento:
Due punti a vittoria, uno a pareggio, zero a sconfitta.